# Erwin Pochmarski
Erwin Pochmarski (* 14. Juli 1943 in Leoben) ist ein österreichischer Archäologe.
Erwin Pochmarski studierte Klassische Archäologie und Klassische Philologie an der Universität Graz und wurde 1969 zum Thema Das Bild des Dionysos in der Rundplastik der klassischen Zeit Griechenlands promoviert. Seit 1970 war er Universitätsassistent am Institut für Klassische Archäologie. Er habilitierte sich 1983 für das Fach Klassische Archäologie und wurde 1997 zum außerordentlichen Professor ernannt.
Pochmarski ging von Arbeiten zur Ikonographie des Gottes Dionysos bzw. von kopienkritischen Untersuchungen zur griechisch-römischen Idealplastik aus, befasste sich aber in der Folge immer stärker mit Studien zur Chronologie der provinzialrömischen Plastik in den Provinzen Noricum und Pannonien. Im Rahmen des Projektes Corpus Signorum Imperii Romani ist er für die Bände Flavia Solva II–IV zuständig, im Rahmen des Corpus der antiken Sarkophagreliefs für den Band Pannonien. 2008 wurde ihm von seinen Schülern und Kollegen eine Festschrift mit dem Titel Thiasos dargebracht, in der sich auch ein Schriftenverzeichnis findet.

## Schriften
- Das Bild des Dionysos in der Rundplastik der klassischen Zeit Griechenlands (= Dissertationen der Universität Graz. Band 26). Verband der Wissenschaftlichen Gesellschaften Österreichs, Wien 1974.
- Dionysische Gruppen. Eine typologische Untersuchung zur Geschichte des Stützmotivs (= Sonderschriften des Österreichischen Archäologischen Instituts. Band 19). Österreichisches Archäologisches Institut, Wien 1990, ISBN 3-9000306-1.
- mit Manfred Hainzmann: Die römerzeitlichen Inschriften und Reliefs von Schloß Seggau bei Leibnitz (= Die römerzeitlichen Steindenkmäler der Steiermark. Band 1). Steirische Verlags-Gesellschaft, Graz 1994, ISBN 3-85489-115-6.
- mit Manfred Hainzmann: Steine erzählen. Römische Steindenkmäler auf Schloss Seggau bei Leibnitz. Steirische Verlagsanstalt, Graz 2004, ISBN 3-85489-115-6.
- Die Porträtmedaillons und Porträtnischen des Stadtgebietes von Flavia Solva (= Corpus Signorum Imperii Romani Österreich. Band 4, Faszikel 2). Verlag der Österreichischen Akademie der Wissenschaften, Wien 2011, ISBN 978-3-7001-6954-3.
- mit Franz Glaser: Aquileia. Der archäologische Führer. Philipp von Zabern, Darmstadt/Mainz 2012, ISBN 978-3-8053-4277-3.
- mit Ingrid Weber-Hiden: Die Grabstelen und Grabaltäre des Stadtgebietes von Flavia Solva (= Corpus Signorum Imperii Romani Österreich. Band 4, Faszikel 3). Verlag der Österreichischen Akademie der Wissenschaften, Wien 2016, ISBN 978-3-7001-7902-3.
- Die Grabbaureliefs (Erster Teil) des Stadtgebietes von Flavia Solva (= Corpus Signorum Imperii Romani Österreich. Band 4, Faszikel 4). Verlag der Österreichischen Akademie der Wissenschaften, Wien 2021, ISBN 978-3-7001-8582-6.
- mit Barbara Porod: Die Grabbaureliefs (zweiter Teil) des Stadtgebietes von Flavia Solva (= Corpus Signorum Imperii Romani Österreich. Band 4, Faszikel 5). Verlag der Österreichischen Akademie der Wissenschaften, Wien 2024, ISBN 978-3-7001-9230-5